# Valparna
Valparna (”Los cachorros”) är en kort roman av den peruanske författaren och Nobelpristagaren i litteratur Mario Vargas Llosa. Den publicerades första gången på spanska 1967. 1978 kom en svensk översättning av Annika Ernstson.
I denna berättelse framgår författarens intuition och behärskningen av tekniken som leder till en ledig och slående prosa som lämnar avtryck. Historien har också storheten av att vara både mycket lokal och mycket universell och också samtidigt symbolisk och realistisk. I romanen strävar författaren efter sin högsta längtan: helhet.

## Tema
Det är inte lätt att avgöra vad som är huvudtemat i denna korta roman. Den brukar jämföras med Staden och hundarna, av skälet att den handlar om ungdom och ungdomsproblem, att samhället straffar hårt dem som inte följer dess regler eller uppfyller dess krav. Romanen visar den bristande anpassningen som uppstår till följd av något oreparerbart, den fysiska kastreringen. Denna kastrering får symbolisera bristen på machismo hos personen Pichula Cuéllar, en egenskap som kännetecknar det samhälle som skildras. Men Cuellar avvisar dock aldrig denna machismo, utan försöker att anpassa sig till den, fast han vet att han inte kan.
Man kan ta detta som en kritik av det tryck som samhället utövar på den avvikande individen. Det gäng vänner (som representerar samhället), accepterar och tolererar honom, men när de blir äldre och upphör med sina uppror, då drar de sig ifrån honom. Pojkens föräldrar är också en del av detta samhälle. De gör inte vägen lättare för honom, de uppmuntrar inte till självreflektion, inte heller reflekterar de själva. De tycker bara synd om honom och försöker dölja problemet. Det finns således också en mycket stark personlig kritik. Vad som verkligen orsakar Cuéllar olycka, hans obehag och uppträdande, är deras brist på självreflektion och självkännedom. Cuellar accepterar inte situationen och upprätthåller en fullständig tystnad om problemet. Han försöker att följa gruppens normer som han dock aldrig kommer att kunna följa på grund av sin kastrering.
Det finns endast ett ögonblick där man kan se ett slags djupare tänkande och en revolt mot gruppen, och det är förälskelsen i Teresita. När flickan kommer in i handlingen upplever Cuellar nya saker. Det kommer även fram nya intressen som förbryllar hans vänner som tror att han vill beundra henne, tala om konstiga och svåra teman som religion, politik, spiritualism. När huvudpersonen för sina vänner bekänner sin kärlek till henne bekänner han, nästan ohörbart, att han inte vill börja ett förhållande med flickan, därför att han inte vill lämna henne sedan. Men han söker inte någon lösning. Snart och inför gruppens oförståelse förnekar han sina första känslor, men kan inte hitta en lösning som inte innebär rädsla och misslyckas därför igen, vilket orsakar ett fall för honom som för varje gång blir större.

## Struktur
Valparna är indelad i sex kapitel, i vilka huvudpersonen Pichulita Cuéllar passerar genom alla livets skeden: barndomen, tonåren och mognaden (som han aldrig når psykologiskt sett). Det fjärde kapitlet är, för att uttrycka det så, en vändpunkt. Fram hit har Cuellar upplevt misslyckanden och isolering för sitt problem, men det hade inte lyckats påverka honom så djupt. I själva verket finns det alltid ett visst hopp. Med uppkomsten av denna förälskelse ser vi att huvudpersonen försöker lösa sina problem, lovar att han ska avge sin kärleksförklaring, letar efter en medicinsk lösning. Men han oföränderlighet leder honom på nytt till ett misslyckande. Från denna stund ser vi huvudpersonens förfall, han blir åter en tonåring, med demonstrationer om styrka och mod, och allt försämras mer och mer för varje gång.

## Persongalleri
Vad personerna beträffar är förfarandet detsamma som Vargas Llosa använt i andra romaner såsom Staden och hundarna, att markera dem med sitt namn. Kanske det tydligaste är hunden Judas, ett namn med skarp ironi. Det väcker uppmärksamhet vad de säger om honom: "Grand danois biter bara när de luktar fruktan hos någon". Strax därefter attackerar hunden Cuellar, inte någon av de andra, alla lyckas fly på ett eller annat sätt. Ett annat betydande namn är huvudpersonens: ”Pichula Cuéllar”, som berättelsen först skulle kallas, men som sedan bara blev en underrubrik. Kastreringen innebär i början inte en skam för huvudpersonen, som med all naturlighet berättar om den för sina kamrater, dock ser vi att föräldrarna är de första att försöka dölja vad de anser vara en stor olycka: "och han, en begåvning, var en hemlighet, hans far ville inte, och inte heller hans mor, att någon skulle få veta".
Den särskilda behandlingen som han fick av lärarna på skolan, gör också att han känner sig annorlunda. Cuellar antar en försvarsattityd för att dölja det hela, han drar nytta av de andras medkänsla för att förlöjliga det på något sätt, och innan han får sitt smeknamn, Pichula, Pichulita, som i början gör honom ledsen, beslutar han sig för att vända på det och få skämtet att bli ett tecken på manlighet. Cuellar förlorar sig själv för den vikt som han lägger på den sociala acceptansen. Mest betydande är hans död: ”men detta slut är något som han sökte" kommenterar hans vänner på hans begravning. Detta samhälle där han försökte passa in avvisar honom och detta motiverar hans död.
Titeln på romanen ”Valparna” hänvisar till den grupp av unga rebeller, från rika familjer, som så småningom följer samma väg som sina föräldrar, träder in i borgarklassen, och förkastar de värderingar som skiljer sig från dem som samhället sätter. Namnet påminner om "hundarna" i Staden och hundarna, men dessa valpar kommer aldrig att växa upp till hundar, det uppstår inga svårigheter i deras liv som skulle göra att de till slut mognar.
Teresita är en nyckelperson som gör att Cuéllar omprövar sitt liv. Men hon söker inte efter en annorlunda pojke, och bryr sig heller aldrig om att ta reda på orsaken till det märkliga beteendet hos sin vän.

## Stil
Vargas Llosa följer förebilderna i Staden och hundarna och Det gröna huset. Han fortsätter med en experimentalism, som uppnår mycket intensiva effekter. Det mest framträdande i skriften är hastigheten på berättelsen, dess livlighet, intrycket av att berättelsen svämmar över, faller som en vattenström. För att uppnå detta, använder författaren en serie omfattande metoder. Till att börja med den ackumulerande berättelsen. Allt är möjligt i en och samma fras: dialog, berättelse, beskrivning, ljud, fantasier, tankar... Till exempel, syns detta tydligt i en av hans mest använda stilknep, fri indirekt stil. Dialogerna införs utan föregående markering, sökande fart, förvåning, man vet ju inte exakt vem som talar.
Kastreringsscenen är mästerligt berättad: medan hotfulla hundskall bryter berättelsen, skapas en känsla av chock och ångest:
| ”                              | Ibland duschade även de, vov, men denna dag, vov vov, när Judas dök upp i dörren till omklädningsrummet, vov vov vov, var det bara Lalo och Cuéllar som höll på att duscha: vov, vov, vov, vov. | „ |
| – Valparna, Mario Vargas Llosa | |   |

Antalet hundskall visar hur hunden närmar sig mer och mer. Genom att skapa denna ljudbild bidrar den till att skapa det visuella intrycket.
Ett annat innovativt förfarande som han använder, och som sticker ut över de andra är förändringen i subjektet i samma mening flera gånger, avsaknaden av sammanhang mellan subjekt och verb, avlägsnande av verb. Vi ser redan i hans tidigare romaner författarens önskan om helhet, en önskan att berätta från alla synvinklar. I Valparna intensifieras denna uppfattning om helhetssyn. Vi vet aldrig vem som är berättaren, eftersom det finns ett kontinuerligt spel: "De såg honom göra en, två och vid den tredje volten såg de honom, vi gissade att han sänkte ner huvudet, gav fart med en arm för att fånga strömmen, spänna kroppen och sparka." "Då återvände vi till våra hem, och de duschade och vi gjorde oss fina".
Spelet mellan berättelsen i förstaperson och den allvetande berättaren håller på hela tiden. Denna första persons berättelse är en röst från en av "valparna", men avsiktligt, efter vad det verkar, vet man inte vem, alla av dem bildar en enhet. Det kan också verka som om att detta "vi" inkluderar även läsaren. Det är anmärkningsvärt att Cuellar aldrig är berättaren, han är annorlunda, han som inte är en del av dem. Införandet av läsaren som en del av berättelsen uppnås också genom det språk som används: skoljargong, ungdomsjargong, lokal jargong … . Det skapas en intimitet genom användningen av diminutiver och det barnspråk som används, till exempel, Teresita. Språkbehandlingen följer också pojkarnas utveckling. På liknande sätt utökas rummet där pojkarna rör sig, allt mer allt eftersom de blir äldre. Från skolan El Champagnat till olika miljöer i Miraflores, till exempel Parque Salazar där de kurtiserar flickorna, och sedan vuxen ålder då några gifter sig, några reser utomlands men återvänder till Miraflores, fortfarande integrerade i den sociala borgerligheten. Vargas Llosa lyckas fånga miljöer och täcka in dem på ett levande sätt genom den formella behandlingen.
I romanens tid och rum finns det inte någon experimentalitet, de är strängt avgränsade. Tiden är linjär och löper genom alla etapper i ett liv. De sex kapitlen i boken täcker dock olika tidsrymder, kapitel 1 ungefär två år (pojkarnas ålder 8–10), kapitel 2 ungefär fem år (ålder 10–15), kapitel 3 rymmer fem år, kapitel 4 och 5 beskriver vardera händelserna under två år medan det avslutande kapitlet omfattar ungefär 10 år.